# هنري جيربر
هنري جيربر (بالألمانية: Henry Gerber)‏ هو ناشط حقوق الإنسان ألماني، ولد في 29 يونيو 1892 في بافاريا في ألمانيا، وتوفي في 31 ديسمبر 1972 في واشنطن العاصمة في الولايات المتحدة.